# Lukáš Kubáň
Lukáš Kubáň (22 giugno 1987) è un calciatore ceco, difensore dello Stomil Olsztyn.

## Caratteristiche tecniche
Terzino destro, può giocare anche come esterno sulla medesima fascia.